# Sotion
Sotion was een aristotelische, Griekse geleerde die actief was in het Alexandrië van de derde en tweede eeuw v.Chr. Rond 200 schreef hij een boek over de geschiedenis van de Griekse filosofie. Daarbij nam hij aan dat elke filosoof de leerling was van zijn chronologische voorganger. Ook onderscheidde hij duidelijk een Ionische en Italiaanse school. Sotion is een van de bronnen die vaak geciteerd en geparafraseerd werd door Diogenes Laërtius, in zijn Leven en leer van beroemde filosofen. Via dat werk is veel materiaal overgeleverd dat verder verloren is gegaan.
- Bibliothèque nationale de France: cb129534016 (data)
- CiNii: DA16735447
- Gemeinsame Normdatei: 118615750
- International Standard Name Identifier: 0000 0003 9162 7396
- Istituto Centrale per il Catalogo Unico: SBTV010303
- Système universitaire de documentation: 057026114
- Virtual International Authority File: 285512974